# مهرجان لندن السينمائي
مهرجان لندن السينمائي (بالإنجليزية: BFI London Film Festival)‏ هو مهرجان سينمائي يرجع تأسيسه إلى سنة 1956. وهو يقام في مدينة لندن في المملكة المتحدة في نهاية فصل الصيف من كل عام، يتكون البرنامج الرئيسي للمهرجان من أربع مسابقات هي: المسابقة الرسمية، مسابقة أول فيلم، مسابقة الفيلم التسجيلي، ومسابقة الفيلم القصير.

## تاريخ المهرجان
انطلق المهرجان في دورته الأولى عام 1956. وأشرفت عليه مؤسسة «ذَ بريتيش فيلم إنستتيوت»، وكانت معظم عروضه، حتى أواخر الثمانينات، تعرض في صالات «ذي ناشيونال فيلم ثيتر».
كان المهرجان يُطلق على نفسه «مهرجان المهرجانات» وذلك لأن الأفلام التي كان المهرجان يعرضها آنذاك جُمعت من مهرجانات المنطقة الأولى مثل فينيسيا وكان وبرلين ولوكارنو. ومع التطور الذي واكب هذا المهرجان استطاع أن يستقل عن تبعيته للمهرجانات الأخرى وأصبح واحدا من أهم المهرجانات السينمائية الدولية.

## دورة 2019
بدأت دورته الـ63 لعام 2019 في 2 أكتوبر وانطلقت بـ345 عملا منها 10 أفلام عربية، وكان الافتتاح بالفيلم البريطاني «التاريخ الشخصي لديفيد كوبرفيلد» وهوعن رواية تشارلز ديكنز، أما الأفلام العربية فكان أولها الفيلم التسجيلي «الكهف» للمخرج السوري فراس فياض، وهو إنتاج دنماركي، يصور تجربة عمل في مستشفى، أطلق عليها «الكهف»، كانت تُدار في منطقة بالغوطة خلال الحصار الذي ضربته قوات النظام على المنطقة من 2012 إلى 2018، ويصور الجهود الصعبة والشاقة التي بذلتها مجموعة طبيبات لإنقاذ حياة المصابين.
والفيلم الثاني هو «حديث عن الأشجار» للمخرج السوداني صهيب الباري، الذي يروي كيف قرر عدد من الأصدقاء تجمعهم ذكريات المنفى وحب السينما، من أعضاء في نادي الفيلم السوداني، إعادة إحياء دار عرض قديمة. وهذا الفيلم فاز بجائزة فرعية في مهرجان برلين.
وهناك أربعة أفلام من تونس، هي «بيك نعيش» لمهدي برصاوي، و«نورا تحلم» لهند بوجمعة (بطولة هند صبري)، و«عرب بلوز» للمخرجة منال العبيدي، و«طلامس» لعلاء الدين سليم.
وأيضا فيلم «سيدة البحر» للمخرجة السعودية الشابة شهد أمين، و«سيدي المجهول» للمخرج المغربي علاء الدين الجم، و«المرشحة المثالية» للمخرجة السعودية هيفاء المنصور، و«لا بد أن تكون الجنة» للمخرج الفلسطيني إيليا سليمان.
بعض هذه الأفلام التي لم يسبق عرضها عالمياً تُعرض داخل المسابقات الأربع التي يتكون منها البرنامج الأساسي: المسابقة الرسمية، ومسابقة أول فيلم، ومسابقة الفيلم التسجيلي ومسابقة الفيلم القصير.

## وصلات خارجية
- مهرجان لندن السينمائي على موقع IMDb (الإنجليزية)
- مهرجان لندن السينمائي على موقع IMDb (الإنجليزية)

- الصفحة الرسمية لمهرجان لندن السينمائي